# Tom Paris
Pour les articles homonymes, voir Paris (homonymie).
Thomas Eugène Paris, est un personnage de science-fiction de la série télévisée Star Trek: Voyager. Il est le fils de l'amiral Paris (en vie). Diplômé de l'académie de Starfleet, spécialité astrophysique, il est également un excellent pilote. il est interprété par Robert Duncan McNeill.
Renvoyé de Starfleet pour falsification de dossier d'un accident le concernant et ayant coûté la vie à 3 officiers, il rejoint le maquis mais est fait prisonnier par Starfleet lors de sa première mission.
Emprisonné dans un pénitencier de Nouvelle-Zélande, Terre, il sera libéré sur parole à la demande du capitaine Janeway. Sa bonne connaissance des Badlands, peut en effet aider Kathryn Janeway dans la recherche du vaisseau maquis de Chakotay perdu dans cette région et à bord duquel se trouvait son officier tacticien.
Il est le premier pilote à avoir dépassé le mur de distorsion 10 appelée la vitesse d'infinie vélocité.
Impliqué sentimentalement avec B'Elanna Torres, ils se marient. Ils auront une fille prénommée Miral comme la mère de B'Elanna. Celle-ci naîtra le jour même du retour du USS Voyager dans le Quadrant Alpha.